# Guinotia dentata
Guinotia dentata is een krabbensoort uit de familie van de Pseudothelphusidae. De wetenschappelijke naam van de soort is voor het eerst geldig gepubliceerd in 1825 door Latreille.